# Collège Notre-Dame de Reims
Le  collège Notre-Dame  est un établissement privé d'enseignement secondaire situé à Reims.

## Un lieu d'histoire

### Hôpital Saint-Antoine
.

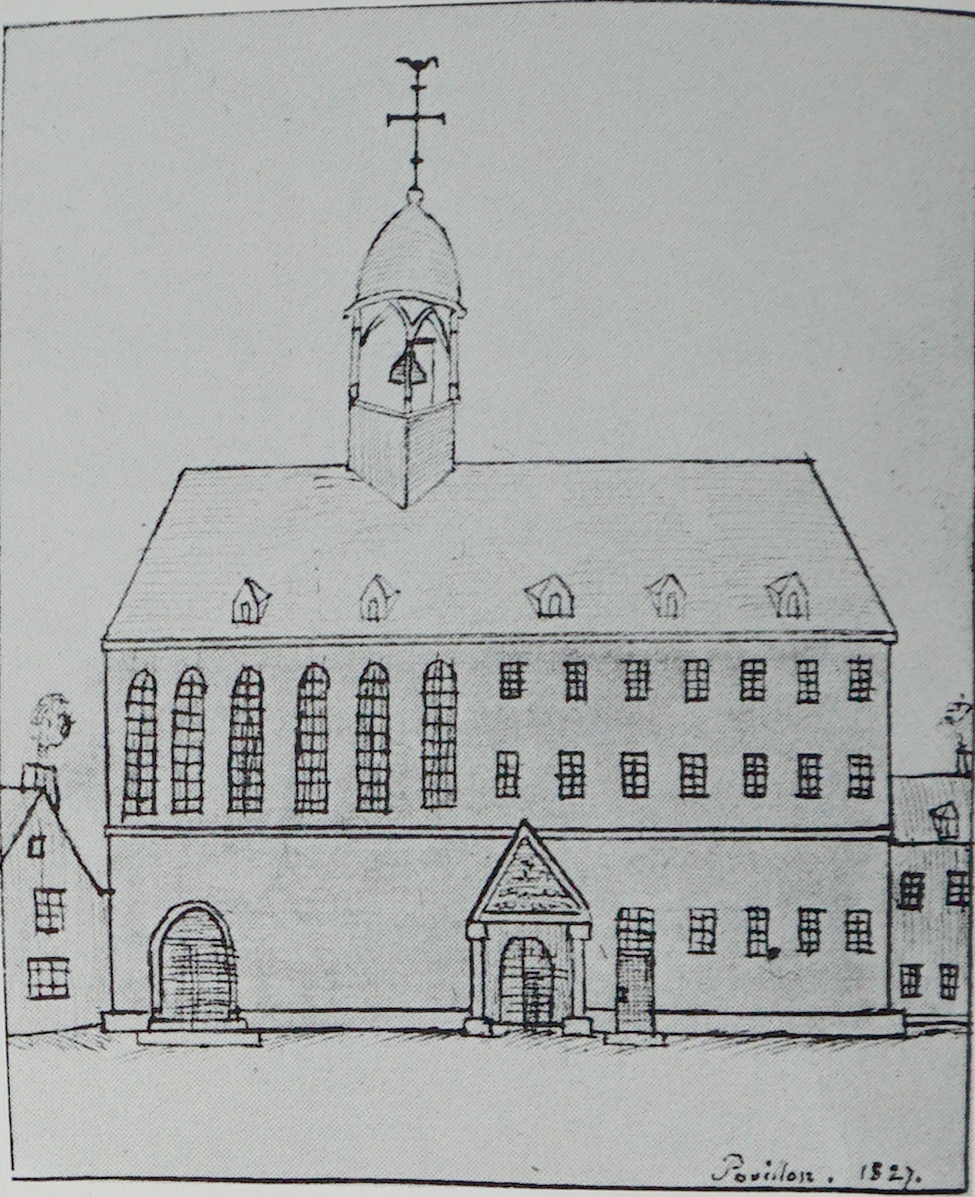
L'hôpital par étienne Povillon-Piérard

Il reprend les bâtiments de l'ancien hôpital Saint-Antoine. En 1201, Guillaume aux Blanches Mains fondait une institution pour soigner vingt malades du mal des ardents. Il le dotait d'une rente sur les halles, d'un droit de couper du bois et autres revenus. Il avait une chapelle qui longeait la rue de l'Université. Il devenait désaffecté et fut cédé aux religieux de Saint-Antoine du Dauphiné en 1642. Mais il devint vacant en 1657 et ces bâtiments furent repris par l'abbaye Saint-Pierre-les-Dames qui transforma la chapelle en cellier. Début XIXe siècle, une filature de Dérodé-Jamin y installait ses machines, y compris dans la chapelle.

### La chapelle Saint-Antoine
La chapelle Saint-Antoine est située 25 rue de l'université à Reims.

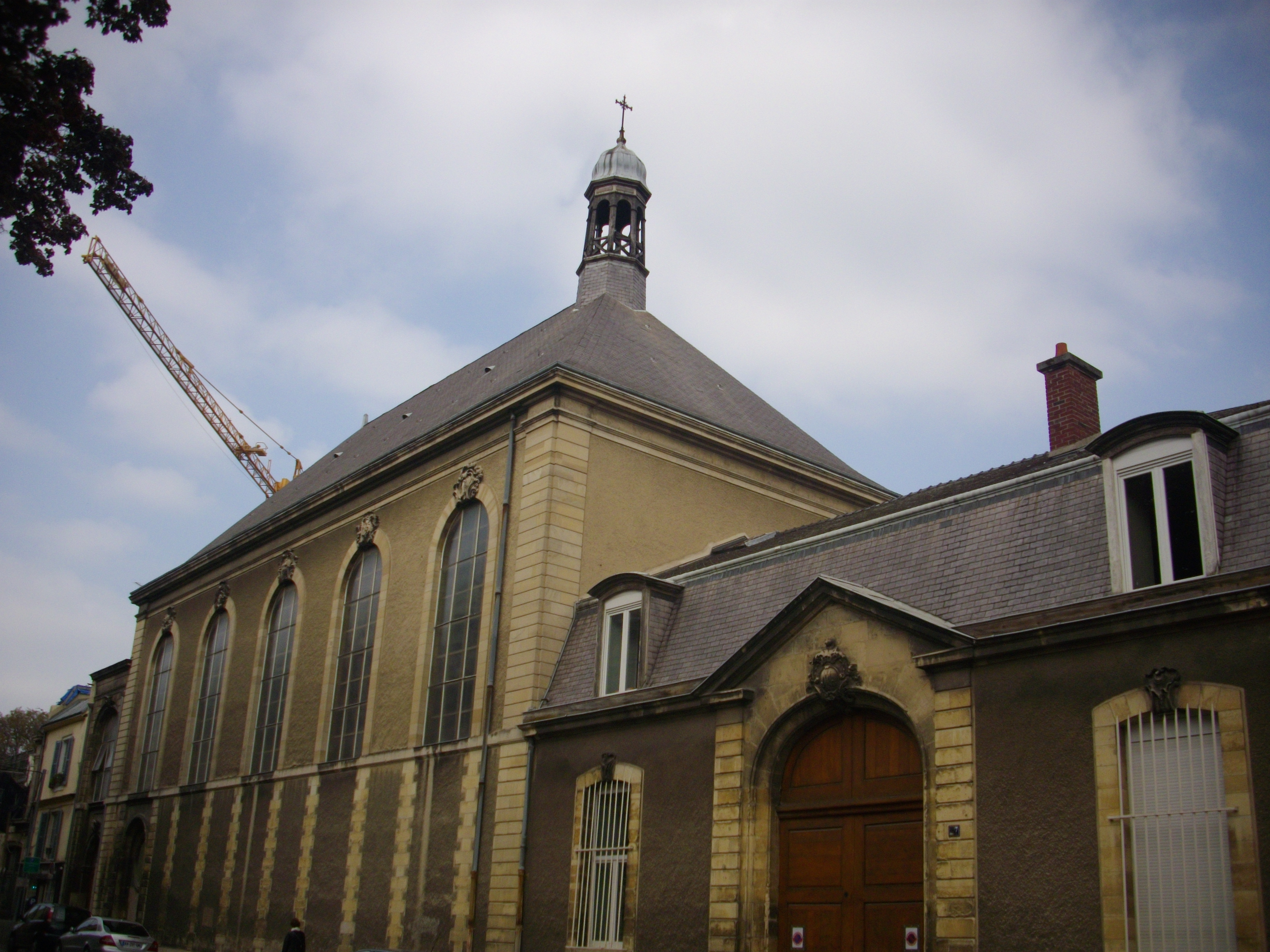
Chapelle et entrée rue de l'Université,
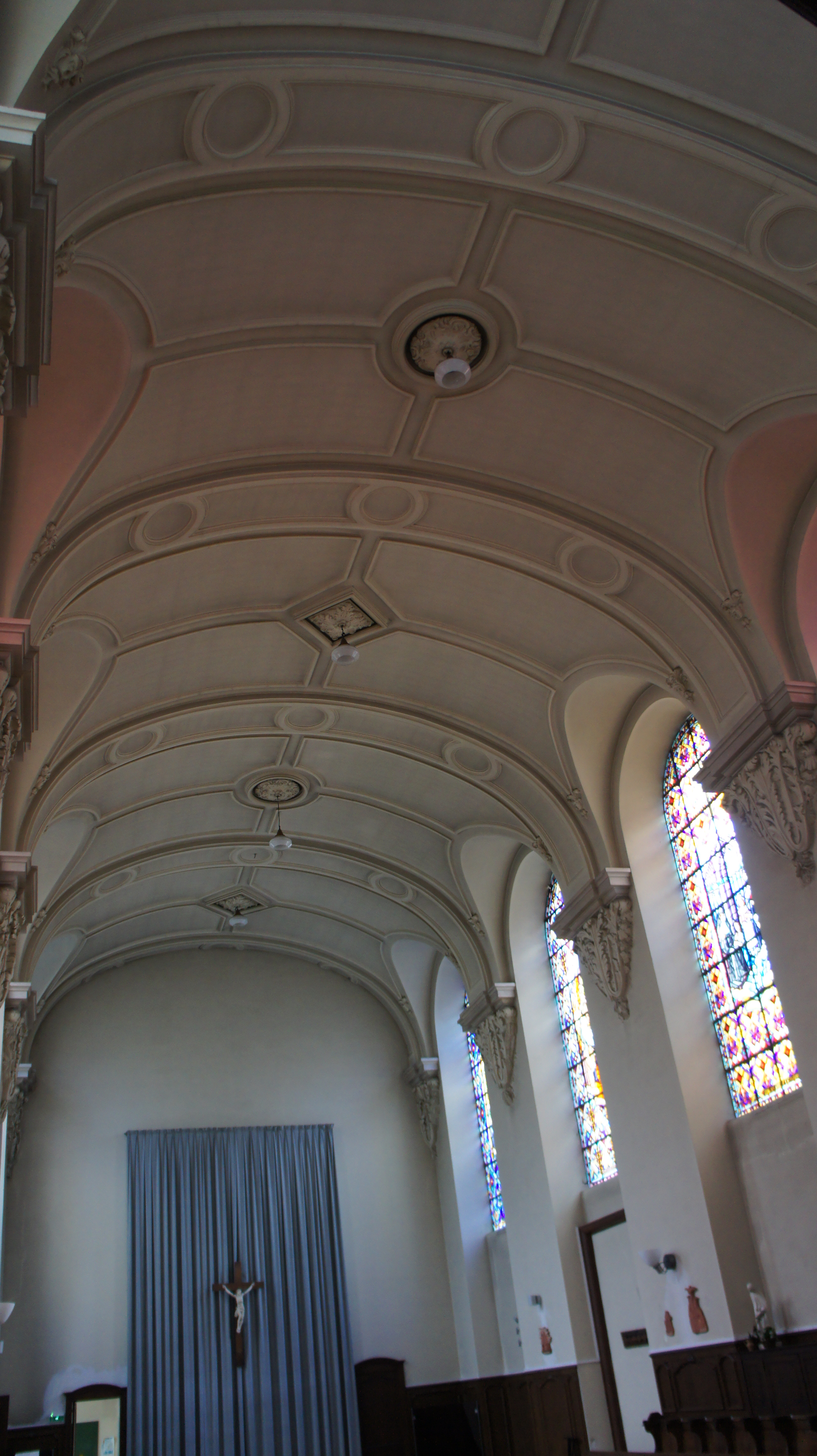
intérieur de la chapelle
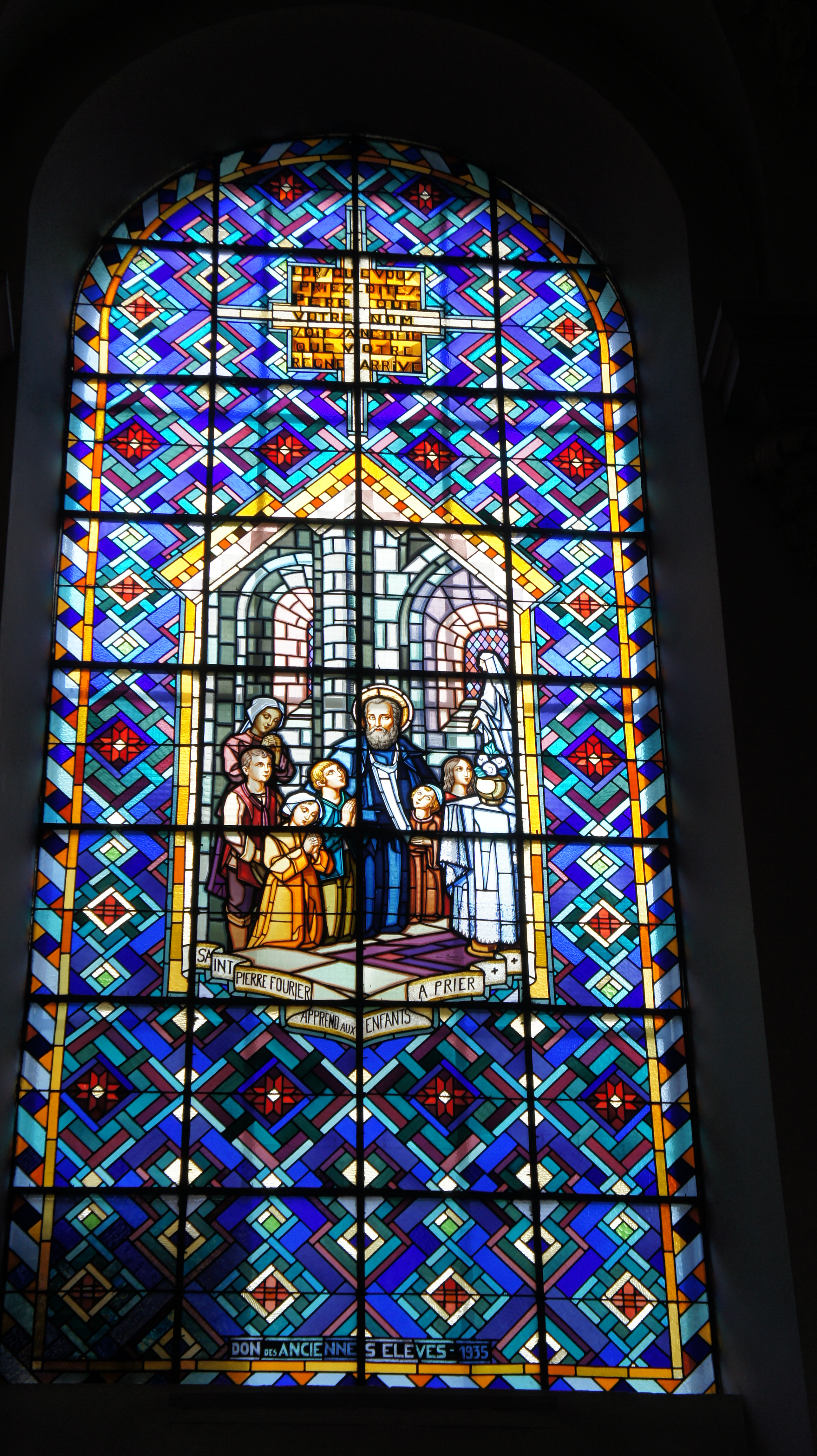
et vitrail.

### Enseignement
En 1820, la Congrégation Notre-Dame achetait les anciens murs de la fabrique Jamin-Dérodé et s'y installait. Le 29 juin 1824, la Mère Vincelet ouvrait les cours qui formèrent la base du collège actuel. Mgr Latil supportait cette nouvelle installation en faisant en la chapelle une messe pour consacrer la Sainte-Amppoule qui allait servir au sacre de Charles X. Il fit ensuite une donation aux sœurs, les instituant comme héritières des Dames de St-Pierre. La congrégation s'agrandissait jusqu'en 1896 sur les terres de Saint-Pierre.
Avec les lois de 1901 à 1905, de nombreuses écoles ferment à Reims et l'effectif de Notre-Dame passe de 204 en 1902 à 344 en 1903 et nombre d'enfants sont refusés par manque de places. En septembre 1905, les Sœurs ont déménagé en la Maison de Burnot.
À la suite de l’abolition de la loi Combes et après la Grande guerre, la société Saint-Pierre-les-Dames reprend les locaux de l'ancienne école et la première rentrée se fait en octobre 1920. En janvier 1926, le cardinal Luçon bénissait la nouvelle aile gauche. Avec le dossier des dommages de guerre, les travaux se poursuivent jusqu'en 1936.

## Galerie d'images

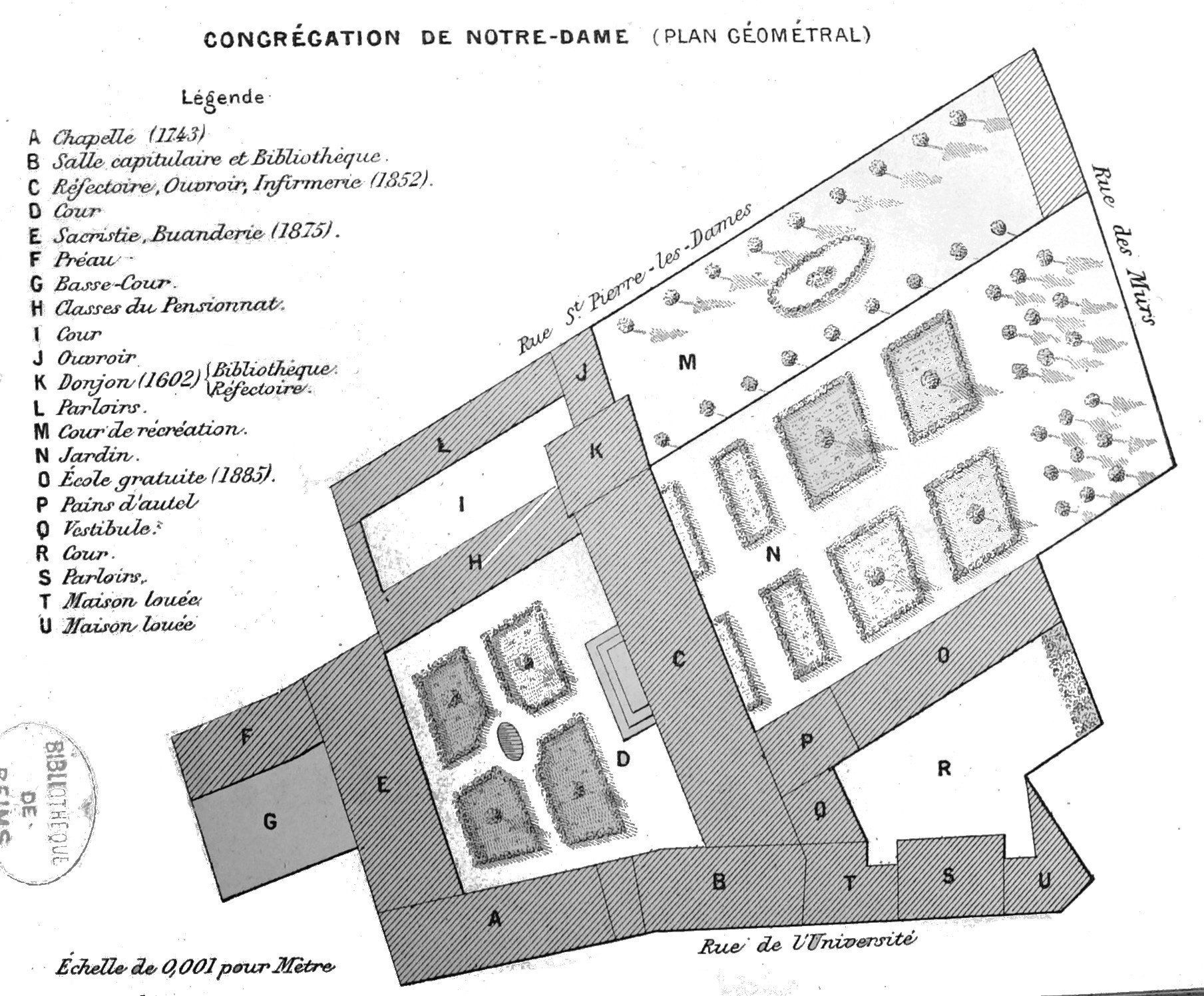
Plan.
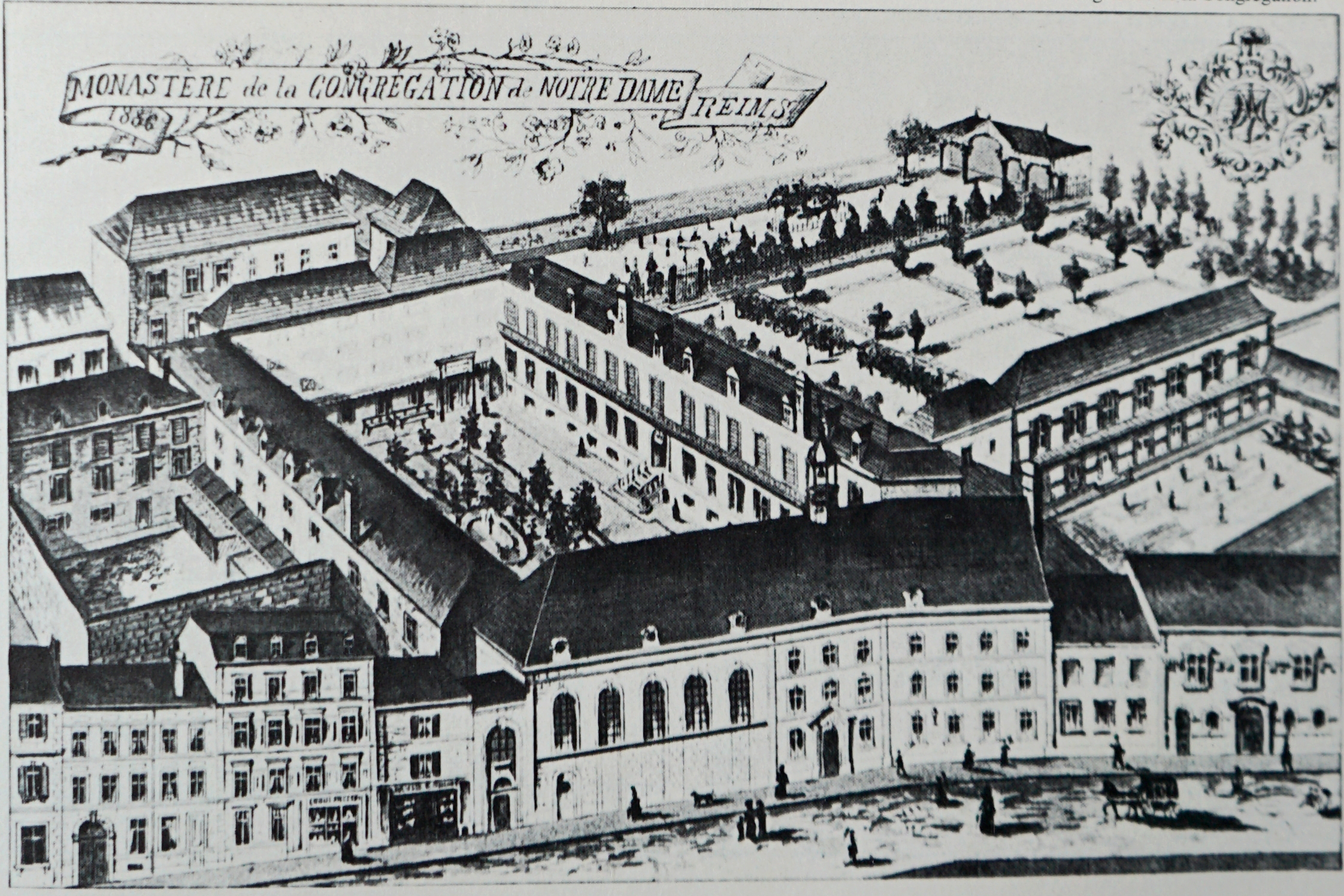
En 1886,
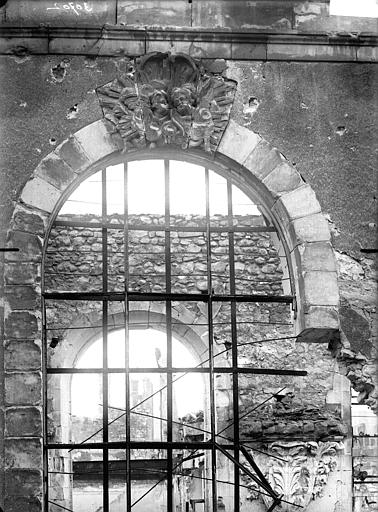
en 1920, destructions de la Grande guerre,

## Annexe